# Rínxols d'Or i els tres ossos
Rínxols d'Or i els tres ossos (anglès: Goldilocks and the Three Bears) és un conte de fades anglès del segle XIX del qual existeixen tres versions, la més coneguda de les quals és la de l'autor anglès Robert Southey. "Rínxols d'Or i els tres óssos" és un dels contes de fades més populars en llengua anglesa.

## Versions
La versió original del conte explica la història d'una dona gran i insolent que entra a la casa forestal de tres óssos solters antropomorfs mentre són fora. Menja una mica de les seves farinetes, s'asseu en una de les seves cadires, la trenca i dorm en un dels seus llits. Quan els óssos tornen i la descobreixen, es desperta, salta per la finestra i no se la torna a veure mai més.
La segona versió substitueix la dona gran per una noia jove, ingènua i rossa anomenada Rínxols d'Or, i el trio de solters per una família de tres: un pare ós, una mare ós i un nadó ós. Rínxols d'Or va pel bosc i troba la casa de la família d'ossos que han sortit a passejar. Obre la porta, entra a la casa i primer es menja les farinetes de l'os petit. Després, prova les tres cadires que hi ha a la casa i trenca la de l'os petit. Finalment, es posa a dormir al llit de l'os petit. Quan arriben els ossos, la desperten, tot enfurismats. Rínxols d'Or fuig corrent.
En algunes versions del conte, l'àvia de Rínxols d'Or la fa tornar a casa dels óssos per disculpar-se i la nena i l'os petit es fan amics. La història ha rebut diverses interpretacions i s'ha adaptat al cinema, l'òpera i altres mitjans.

## Versió de Robert Southey
La tercera versió, escrita per l'autor britànic Robert Southey i amb diferència la més coneguda, canvia la família per tres óssos mascles —un ós petit, un ós mitjà i un ós gran— que viuen junts en una casa al bosc. Southey els descriu com a bons, confiats, inofensius, nets i hospitalaris. Cada ós té el seu propi bol de farinetes, la seva pròpia cadira i el seu propi llit. Un dia, mentre les seves farinetes calentes es refreden, vaguen pel bosc. Una dona gran —descrita al llarg de la història com a insolent, dolenta, maleïda, lletja, bruta i una rodamón que pertany a un reformatori— descobreix la casa dels óssos. Mira per la finestra i el forat del pany, obre el pestell i, després d'assegurar-se que no hi ha ningú a casa, entra. La dona gran prova les farinetes de l'ós gran, que són massa calentes per a ella; després prova les farinetes de l'ós mitjà, que són massa fredes; finalment, menja les farinetes de l'ós més petit. A continuació, s'asseu a la cadira de l'ós gran, que és massa dura per a ella, i després a la cadira de l'ós mitjà, que és massa tova. Quan s'asseu a la cadira de l'ós petit, es trenca. Continuant la seva exploració de la casa, troba els llits dels óssos. Després de provar el llit de l'ós gran i el llit de l'ós mitjà i trobar-los inadequats, es va a dormir al llit de l'ós més petit. Quan els óssos tornen a casa, la història arriba al seu clímax. Un rere l'altre, descobreixen que algú s'ha menjat les seves farinetes, s'ha assegut a les seves cadires i s'ha estirat als seus llits. L'ós més petit troba la vella al seu llit i exclama: "Algú s'ha estirat al meu llitet, i allà encara és!". Sorpresa, la vella salta per la finestra, fuig corrent i no la tornen a veure mai més.